# ザヒールッディーン・バイハキー
ザヒールッディーン・バイハキー、あるいは、イブン・フンドゥクの名で知られる、アブル・ハサン・アリー・ブン・ザイド（Abû l-Ḥasan 'Alî b. Zayd Ẓahîr al-Dîn al-Bayhaqî）は、12世紀イランの学者、百科学的知識人。ヒジュラ暦490年（西暦1097年）ごろにバイハク（現サブゼヴァール）で生まれ、ヒジュラ暦565年（1169年又は1170年）に亡くなった（#生涯）。当時の学術的範囲内でありとあらゆる分野に著作があったらしいが、現代にはホラーサーン地方のバイハクに関する歴史書などが残る（#著作）。

## 生涯
バイハキーの生涯に関する情報源は次の3種類：著作の『マシャーリブッ・タジャーリブ』の自伝節と、他のバイハキーの著作における自己言及と、イマードゥッディーン・イスファハーニーが伝える断片的な情報である。『マシャーリブッ・タジャーリブ』は散逸して全体は失われたが、自伝節はヤークートの『ウバダー』に引用されて伝わっている。イマードゥッディーン・イスファハーニーは幼い頃にライイに住んでおり、その父親がバイハキーと長年来の親友であった。イスファハーニーが書いた情報もヤークートの『ウバダー』に引用されて伝わる。
バイハキーは、自分の家系がラシュカルガー地方の出身であり、さらに系譜を遡れば、そこに移住したアンサーリーのひとり、預言者ムハンマドの教友、フザイマ・ブン・サービトにたどり着くと述べている。バイハキーの家系には、裁判官（カーディー）やモスクの導師（イマーム）を務める者が多く、特に有力な人物としては、ガズナ朝スルターン・マフムード（r997-1030）の勢力下にあったバイハク地方の裁判官を務めたハーキム・アブー・スライマーン・フンドゥク（Ḥâkim Abû Sulaymân Funduq）がいる。
バイハキーの実家は、バイハク地方の中心地、サブゼヴァールにあった。バイハキーの生年は、ヤークートが Irshâd al-arîb のなかでヒジュラ暦499年（西暦1106年）とし、ムスタウフィーもこれを取り入れてバイハキーの著作『バイハク史』に付した序文でそのように書いているが、これはヤークートの勘違いである。バイハキーは、クッターブで読み書きを習っていたころにニザームル・ムルクの息子ファフルル・ムルクが殺される事件（ヒジュラ暦500年/西暦1106-1107年）が起きたと書いているからである。
バイハキーは、ニーシャープールで教育を受け、ヒジュラ暦507年（西暦1113年又は1114年）に父親とともにウマル・ハイヤームに会いに行った。1123年から1127年まで、バイハキーはメルヴにてイスラーム法学（フィクフ）を修めた。師匠はハナフィー法学派の法学者、アブー・サアド・ヤフヤー・ブン・サーイド（Abû Sa'd Yaḥya b. Ṣâ'id）である。その後メルヴからニーシャープールに戻り、当地で結婚した。妻の父親は、セルジューク朝スルターン・アフマド・サンジャルの勢力下にあるライイ太守のシハーブッディーン・ムハンマド・ブン・マスウード（Shihâb al-Dîn Muḥammad b. Mas'ûd）であり、バイハキーは義父の仕事を手伝うようになった。1132年には義父の口ぞえでバイハクの町の裁判官（カーディー）に任命されたが、すぐに辞職してライイの義父の家に戻った。バイハキーはそこで天文と占星の学問に打ち込んだ。1135年からは主にニーシャープールで暮らし、宰相（ワズィール）のナースィルッディーン・ターヒル・ブン・ファフルル・ムルク（Nâṣir al-Dîn Ṭâhir b. Fakhr al-Mulk）から経済的援助を受けた。1148年にグルジア王デメトリウス1世がスルターン・アフマド・サンジャルに宛ててシリア語とアラビア語で書簡（内容は不明）を送ってきたため、スルターンがバイハキーに命じてこれに返信させるという出来事があったという。ヤークートによるとバイハキーは、ヒジュラ暦565年（西暦1169年又は1170年）に亡くなった。

## 著作
自伝『マシャーリブッ・タジャーリブ』において、バイハキーは自己の著作の数を71としており、そのうち4作はペルシア語で書いているとしている（ただし、どの著作が、とは書いていない）。バイハキーの執筆した分野は、文法、修辞、文学論、歴史、医学、薬草学、数学、天文、占星、神学、聖典解釈、法理、韻文など多岐にわたり、彼が生きた時代のイスラーム文化圏のほとんどすべての学術分野を網羅する。
写本の少なくとも一部が現代にまで伝わった著作を、以下にリストアップする。
- 完全な形で伝わっているもの：:
  - Tatimmat Ṣiwân al-ḥikma (続・英知の器) : 10世紀バグダードのアブー・スライマーン・スィジスターニー（英語版）の人物列伝スタイルの著作『英知の器』の続編として書かれたもの。スィジスターニーの『英知の器』は、古代ギリシアからアラブまでの哲学者と医学者に関する170編の評論を収めたアラビア語の著作であるが、その続編にふさわしく長い、111編の評論を収める。バイハキーの続編はスィジスターニーの正編を補完し、正続あわせて、後代の学術にとって重要な役割を果たした。
  - Târîkh-i Bayhaq (バイハク史) : マナーキブ（manâqib）というジャンルに属す著作である。バイハク地方で活躍した有力家系や貴顕、学者、詩人、軍人など、アラブ＝イスラーム化したペルシア人について叙述する。本書については、アブル・ファドル・バイハキー（英語版）の書いた歴史書が、よく似た題名 Tarikh-i Bayhaqi（英語版） （こちらは『バイハキーの（書いた）歴史』）で呼ばれるため、混同に注意する必要がある。
  - Jawâmi' al-aḥkâm al-nujûm (抄説・星辰の審判) : 占星学に関する論文。

- 断片が伝わっているもの：
  - Mashârib al-tajârib wa ghawârib al-gharâ'ib (経験の再生鮮化と驚異の絶頂) :スブクテギンとマフムードの時代、1020年までのガズナ朝の歴史について書いた歴史書。スルターン・マフムードに仕えたウトビー（ペルシア語版）の著作 Târîkh al-Yamînî（英語版） の続編として書かれた。ヤークート、イブン・アビー・ウサイビア、アターマリク・ジュヴァイニー、ハムドゥッラー・ムスタウフィーらにより引用された断片が伝わる。特にヤークートの Irshâd al-arîb には本書に記載されたバイハキーの自伝的記述が引用されている。
  - 後代のアンソロジー詩集に収録された詩、数編。

## 文献案内

### 校訂本
- Ahmad Bahmanyâr (éd.), Târîkh-i Bayhaq, Téhéran, 1929.
- Muhammad Kurd 'Alî (éd.), Târîkh ḥukamâ' al-islâm (= Tatimmat Ṣiwân al-ḥikma), Damas, Maṭba'at al-Taraqqî, 1946.

### 西洋近代語への翻訳
- L'anthologie du renoncement (Kitâb al-Zuhd al-kabîr), trad. de l'arabe Roger Deladrière, Verdier, 1995, 336 p. (400人分の人物列伝。アラビア語からフランス語への翻訳。).
- Max Meyerhof (trad.), « Alî al-Bayhaqî's Tatimmat Ṣiwân al-ḥikma. A Biographical Work on Learned Men of the Islam » (アラビア語から英語への翻訳), Osiris 8, 1948, p. 122-217[注釈 1].